# Yangxiaolu
Das chinesische Buch namens Yangxiaolu (chinesisch: 养小录; Pinyin: Yǎngxiǎolù; "Kleiner Ernährungsführer") wurde von Gu Zhong (顾仲) aus der Zeit der Qing-Dynastie verfasst. Sein Umfang beträgt drei Hefte (juan). Es wurde nach 1698 kompiliert. Der Autor stammt aus der Stadt Jiaxing (嘉兴) in der Provinz Zhejiang.

## Inhalt
Gu Zhong beschreibt in seinem Werk die Zubereitung von über 190 Getränken, Würzzutaten, (gedämpften) Feinbackwaren und Gerichte. Er behandelt die praktische Seite der Speisen und die Art und Weise des Essens und Trinkens. Sein Werk hat einen beträchtlichen Einfluss auf die Geschichte der chinesischen Küche.

## Schwerpunkt: Zhejiang-Küche
Die Zhejiang-Küche bildet den Schwerpunkt des Werkes. Es wird jedoch auch die Zubereitung von Spezialitäten aus den zentralen Gebieten (Zhongyuan) und dem Norden, wie zum Beispiel von Bärentatzen, (mit Bohnenquark hergestellte) "Mandelmilch" (xìnglào 杏酪) und Molkereiprodukte, in ihm beschreiben. Aus Zhejiang enthält es z. B. Informationen über mit Bambussprossen hergestellte Speisen, Wasserprodukte, Schinkenprodukte.

## Originaltitel
Der ursprüngliche Titel des Werkes lautete Shixian (食宪), er wurde später zu Yangxiaolu (养小录) geändert.

## Kategorien
Das Werk ist nach herkömmlichen Kategorien gegliedert:
- Getränke (yin 饮)
- jiàng (jiang 酱)[2]
- (gedämpfte) Feinbackwaren (er 饵)
- Gemüse (shu 蔬)
- Früchte/Nüsse (guo 果)

- Delikatessen-Kapitel (jiayao pian 嘉肴篇)
- Fisch (yu 鱼)
- Geflügel (qin 禽)
- Eier (luan 卵)
- Fleisch (rou 肉)

## Alte Drucke und moderne Ausgaben
Das Werk ist in den alten Büchersammlungen Xuehai leibian und Umfassende Sammlung von Congshu und in den modernen Sammelwerken Chugoku shokkei sosho und der als zuverlässig geltenden Edition des Zhongguo pengren guji congkan aus dem Jahr 1984 relativ bequem zugänglich.